# Sungei Buloh Wetland Reserve
La Sungei Buloh Wetland Reserve (in italiano: Riserva delle paludi di Sungei Buloh; in cinese: 双溪布洛湿地保护区; in malese: Paya Simpanan Sungei Buloh) è un'area naturale protetta di Singapore.

## Territorio
La riserva si estende su 330 ettari nei pressi della città di Singapore e si affaccia sullo Stretto di Johor, di fronte alla città malese di Johor Bahru. Il parco, attraversato dal fiume Buloh Besar, è ricavato in un'area paludosa di foresta pluviale caratterizzata dalla massiccia presenza di mangrovie e di fauna tipica di quell'area equatoriale.
La creazione della riserva comincia nel 1986 ad opera di un gruppo di naturalisti della Malayan Nature Society particolarmente dediti al birdwatching che, per fermare ogni pericolo di industrializzazione dell'area, si rivolsero al Governo singaporeano per ottenerne la protezione e conservazione. La proposta venne accolta dall'allora Parks & Recreation Department, oggi Ente Nazionale dei Parchi di Singapore, National Parks Board. e il 6 dicembre 1993 l'allora Primo Ministro Goh Chok Tong inaugurò il nuovo parco.

## Flora

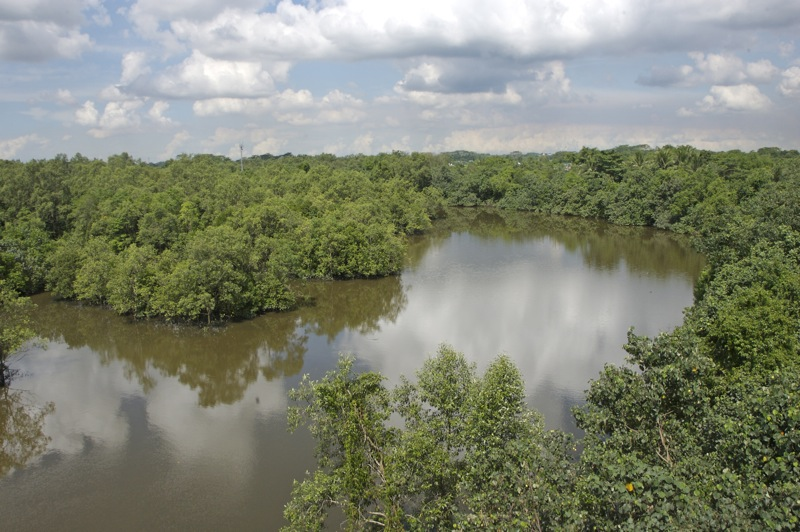
Vista della riserva
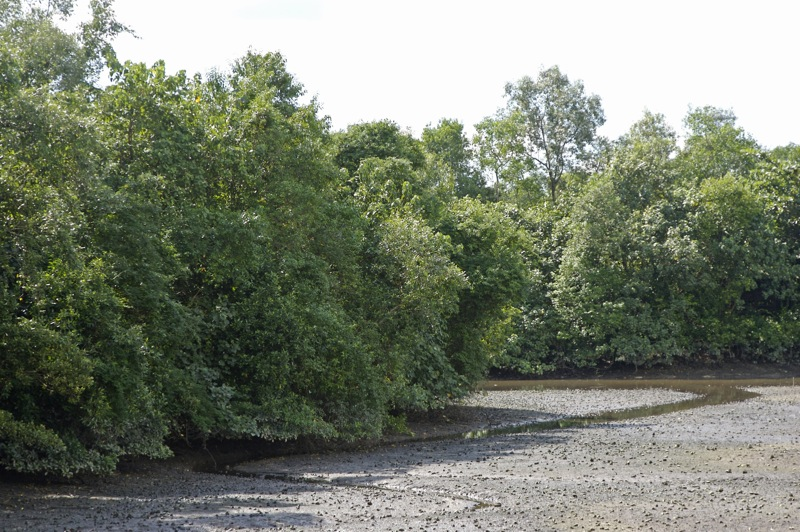
Mangrovie nella palude

## Fauna

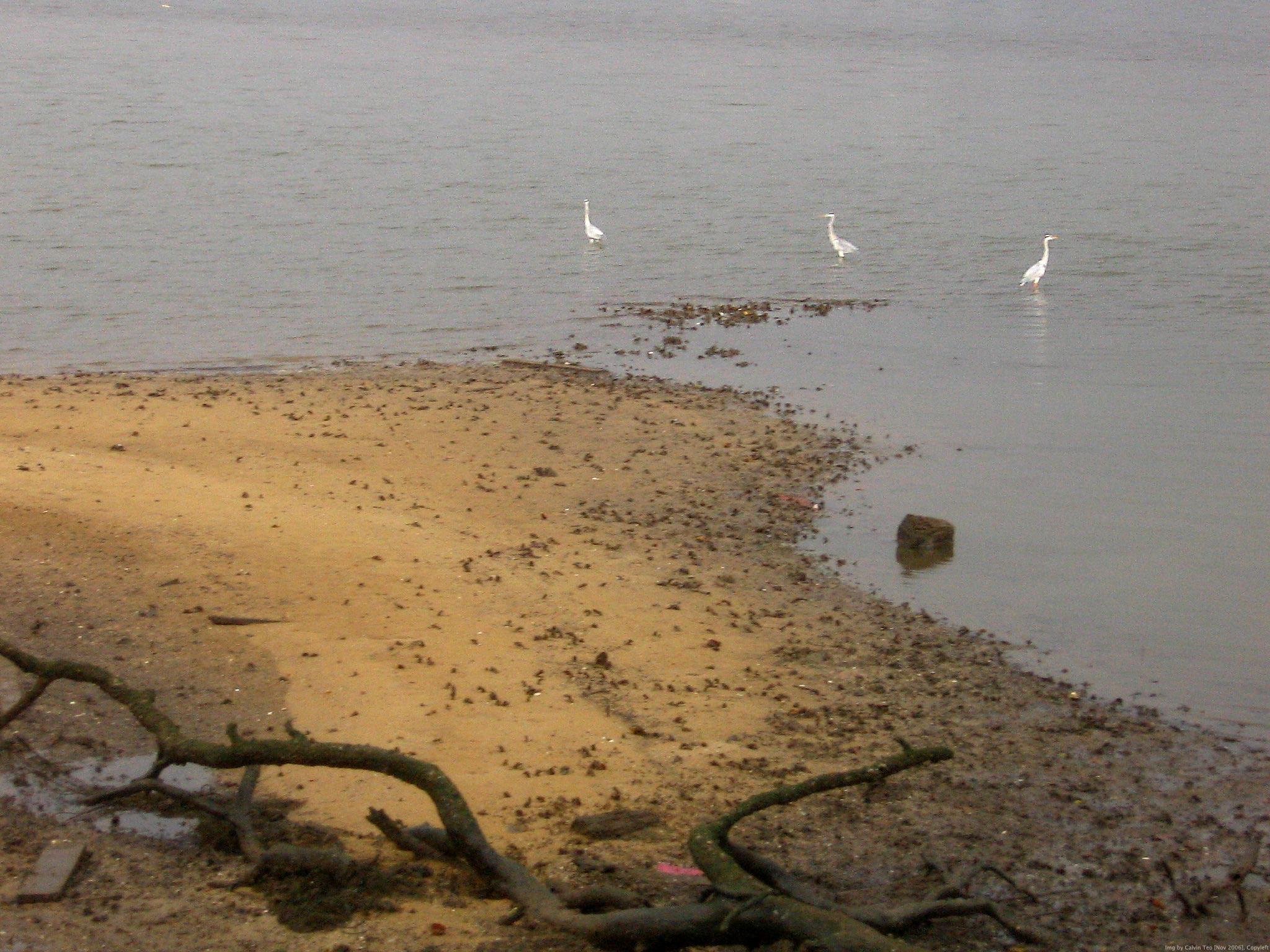
Uccelli
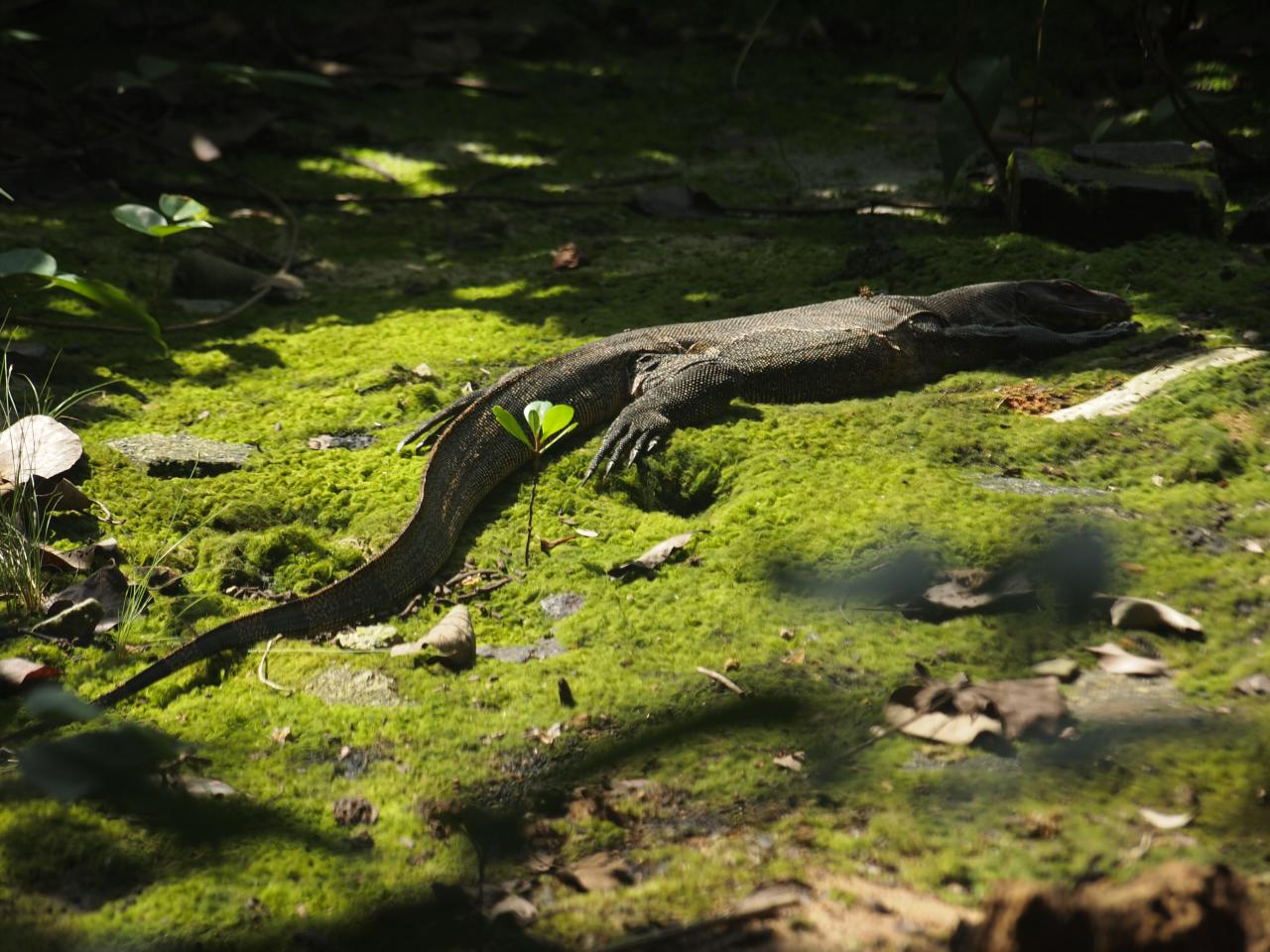
I varani popolano la riserva
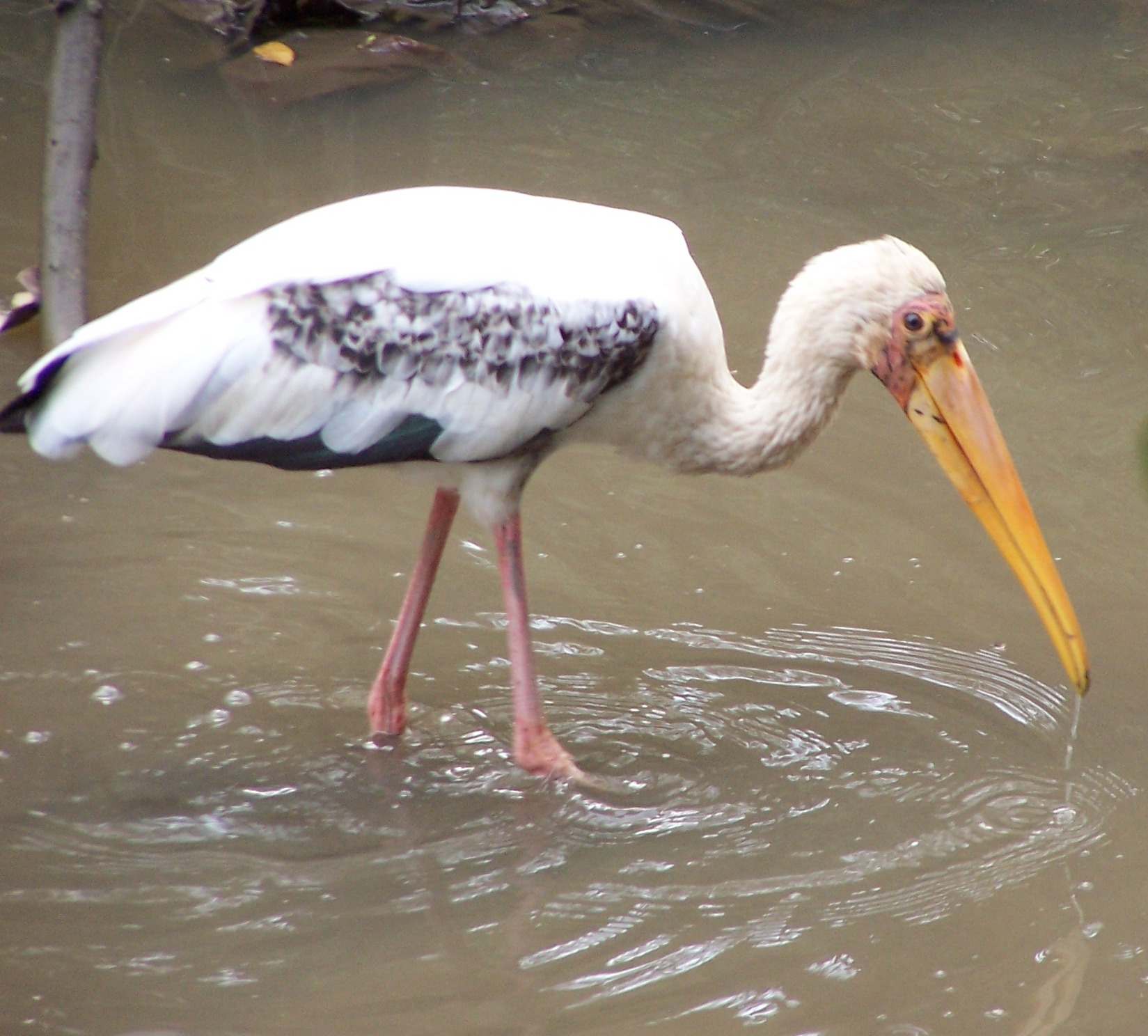
Un esemplare di Mycteria leucocephala